# Ponsonbyové
Ponsonby je jméno anglického šlechtického rodu, který nabyl vlivu v Irsku během 17 a 18. století. Získali několik šlechtických titulů (hrabě z Bessborough 1739, baron de Mauley 1838, baron Ponsonby of Shulbrede 1930). Řada členů rodu dosáhla vysokého postavení v politice, armádě, diplomacii, u dvora nebo ve správě kolonií. V Irsku vlastnili přibližně 20 000 hektarů půdy, několik sídel měli také v Anglii. V současnosti rod reprezentují představitelé tří rodových větví s členstvím ve Sněmovně lordů. Myles Ponsonby, 12. hrabě z Bessborough (*1941), Frederick Ponsonby, 4. baron Ponsonby ze Shulbrede (*1958), a Rupert Ponsonby, 7. baron de Mauley (*1957), který zastával nižší funkce ve vládě a od roku 2019 je nejvyšším štolbou Spojeného království.

## Dějiny

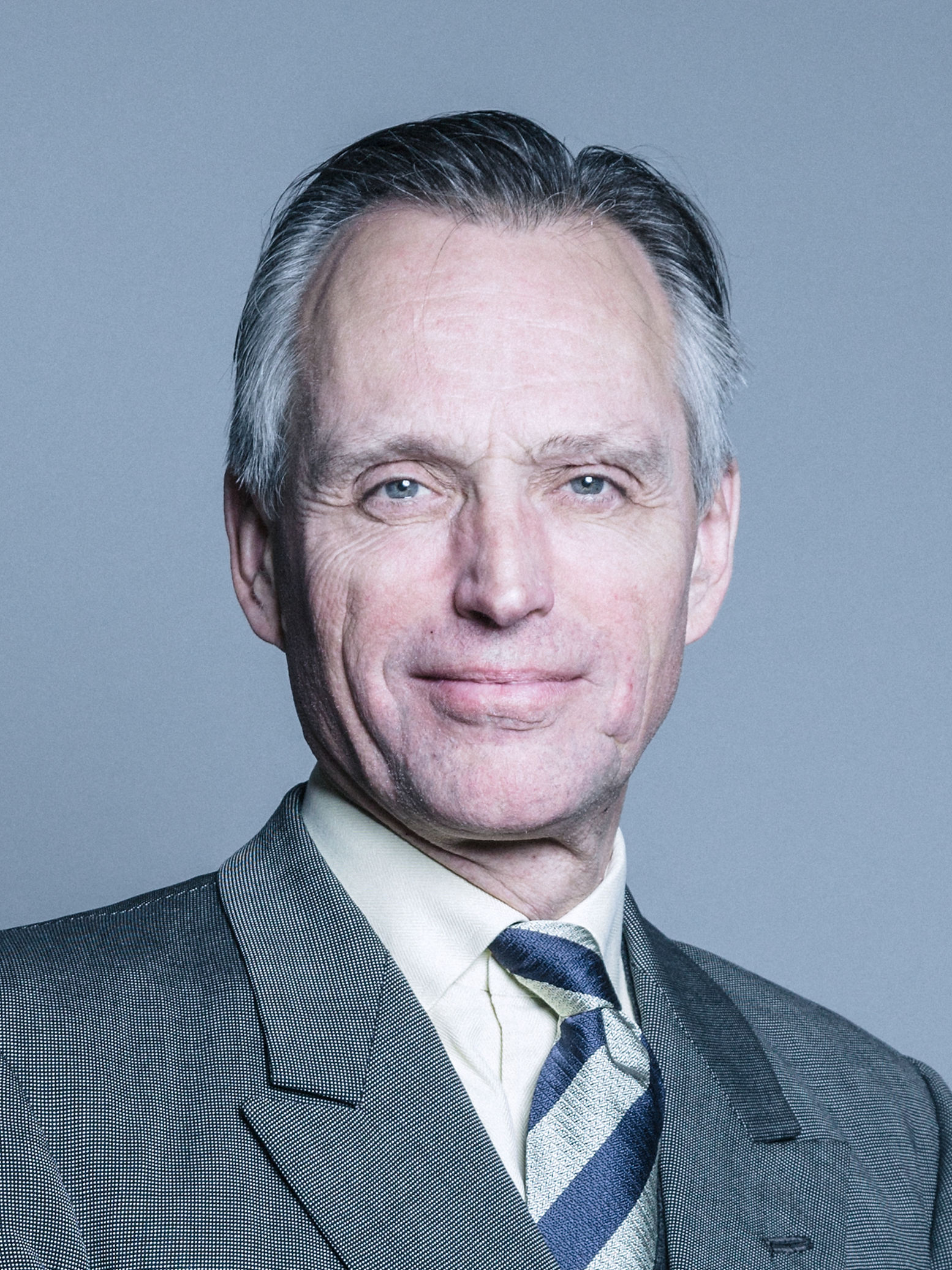
Rupert Ponsonby, 7. baron de Mauley (*1957), politik Konzervativní strany, člen Sněmovny lordů, nejvyšší štolba Spojeného království od 2019

Ponsonbyové původně sídlili v Anglii v hrabství Cumberland a své jméno odvozují od stejnojmenné vesnice, kde se připomínají od 14. století. Sledovatelný rodokmen začíná ale až o století později. Sir John Ponsonby (1609-1678) sloužil za občanské války v parlamentním vojsku a v Irsku získal pozemky v hrabství Kilkenny. Jeho syn William Ponsonby (1659-1724) byl dlouholetým irským poslancem, jako vikomt Duncannon (1723) se stal irským peerem. V další generaci Brabazon Ponsonby (1679-1758) zastával v Irsku řadu vysokých úřadů, vzestup rodu mezi vlivnou politickou elitu založil na přátelství s irským místokrálem 3. vévodou z Devonshiru (s jeho dcerami se oženili dva Ponsonbyho synové). V roce 1739 získal irský titul hraběte z Bessborough, zároveň byl povýšen barona ze Sysonby, což byl titul platný pro Anglii a bylo s ním spojeno členství v britské Sněmovně lordů. Jeho synové William Ponsonby, 2. hrabě z Bessborough (1704-1793), a John Ponsonby (1713-1787) patřili k nejvýznamnějším osobnostem v Irsku 18. století.
Souběžně se vzestupem v Irsku získávali Ponsonbyové vliv také v Londýně, v dalších generacích vynikl diplomat John Ponsonby (1770-1855) nebo jeho bratr William Ponsonby (1771-1815), který jako generál padl v bitvě u Waterloo. Jejich bratranec John Ponsonby, 4. hrabě z Bessborough (1781-1847), byl britským ministrem vnitra a do původního působiště rodu se vrátil jako irský místokrál. Jeho syn John Ponsonby, 5. hrabě z Bessborough (1809-1880), zastával vysoké posty u dvora. Z dalších generací vynikl Vere Brabazon Ponsonby, 9. hrabě z Bessborough (1880-1956), který byl generálním guvernérem v Kanadě (1931-1935) a v roce 1937 získal hraběcí titul z Bessborough s platností pro celou Británii.

## Rodová sídla

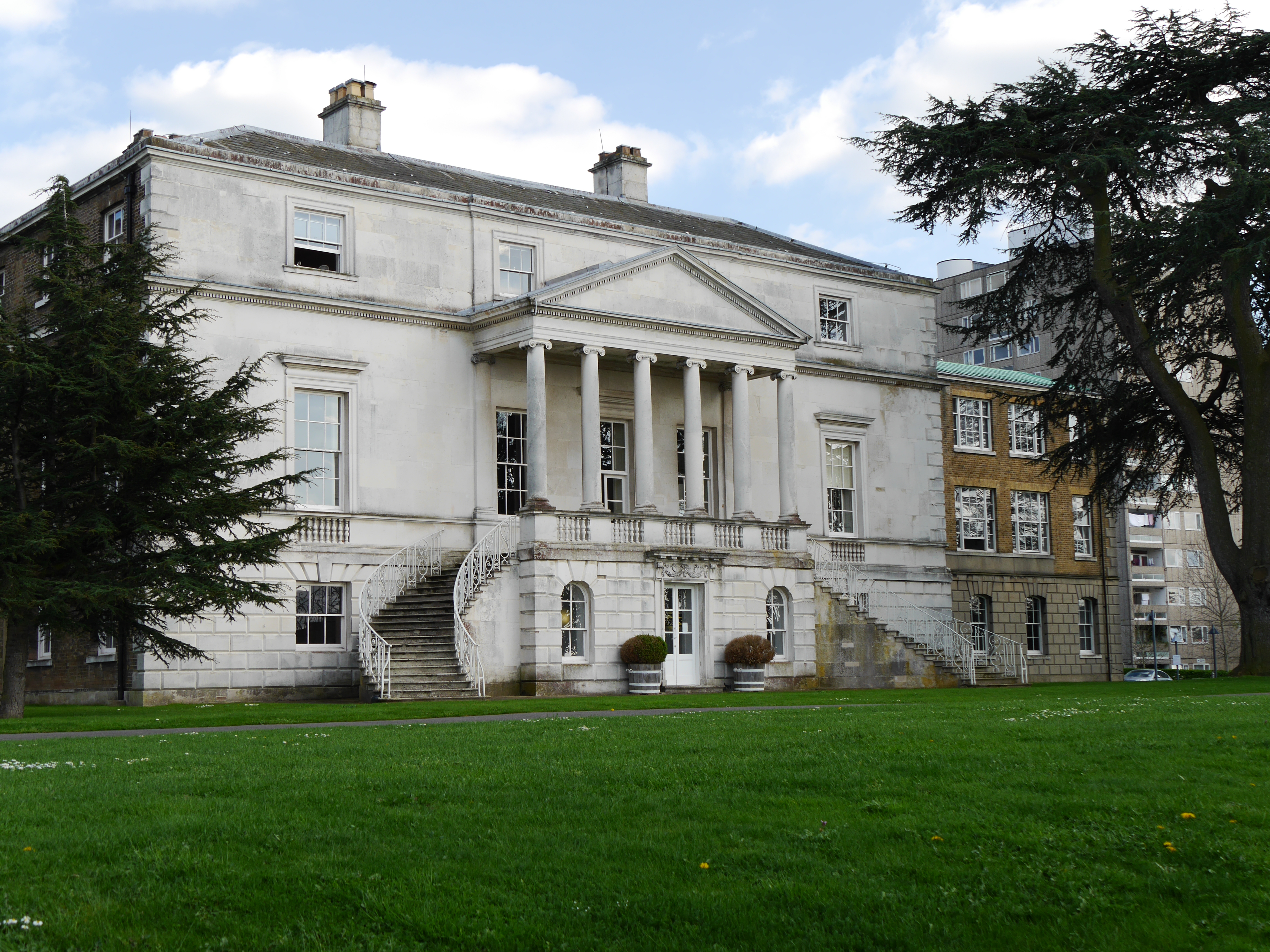
Parkstead House, sídlo Ponsonbyů v Londýně v 18. a 19. století

Hlavním sídlem v Irsku byl zámek Bessborough House (hrabství Kilkenny), který byl postaven v letech 1744-1755, dnes slouží jako škola. Předseda irského parlamentu John Ponsonby koupil v polovině 18. století panství Bishopscourt v hrabství Kildare, kde nechal postavit zámek. Bishopscourt pak v další generaci proslul jako vyhlášený honební revír. V Anglii je nyní majetkem rodu zámek Stansted Park (Sussex), zakoupený v roce 1924, krátce poté pak bylo prodáno původní rodové sídlo Bessborough House v Irsku. V Londýně byl rodinnou rezidencí palác Parkstead House postavený v 60. letech 18. století pro 2. hraběte z Bessborough. V linii baronů Ponsonby ze Shulbrede je rodovým majetkem od roku 1902 bývalý středověký klášter Shulbrede Priory (Sussex).

## Osobnosti

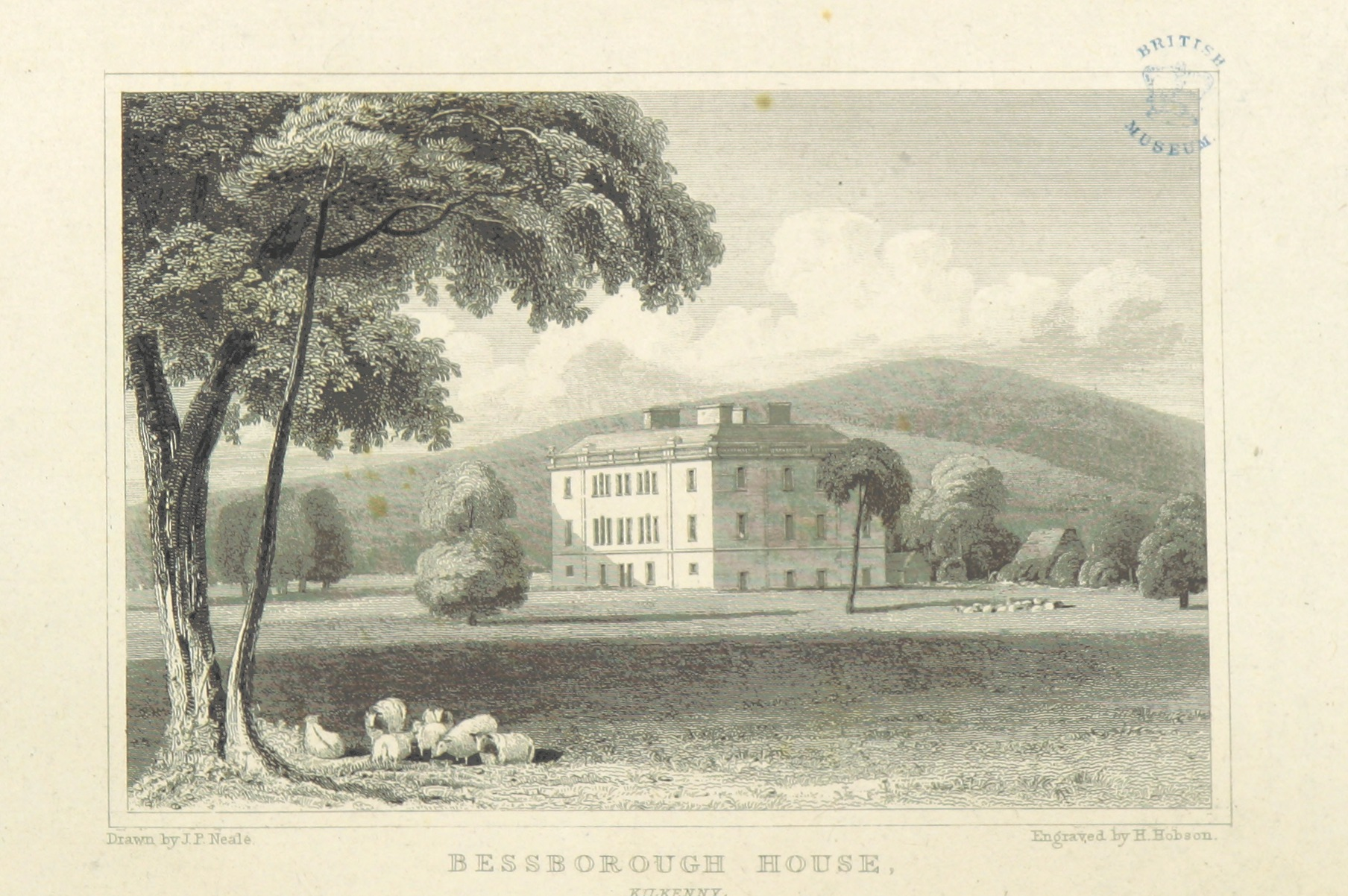
Zámek Bessborough House v Irsku, hlavní rodové sídlo 1755-1930

- William Ponsonby, 1. vikomt Duncannon (1659-1724), irský politik, 1723 vikomt Duncannon

- Brabazon Ponsonby, 1. hrabě z Bessborough (1679-1758), irský politik, 1739 hrabě z Bessborough

- Henry Ponsonby (1683-1745), generál, poslanec irského parlamentu, padl v bitvě u Fontenoy

- William Ponsonby, 2. hrabě z Bessborough (1704-1793), britský politik

- John Ponsonby (1713-1787), předseda irské poslanecké sněmovny

- William Ponsonby, 1. baron z Imokilly (1744-1806), britský politik, 1806 baron z Imokilly

- George Ponsonby (1755-1817), lord kancléř v Irsku

- Frederick Ponsonby, 3. hrabě z Bessborough (1758-1844), britský politik

- John Ponsonby, 1. vikomt Ponsonby (1770-1855), britský diplomat, vyslanec v Turecku a Rakousku, 1839 vikomt

- William Ponsonby (1771-1815), generál, padl v bitvě u Waterloo

- John William Ponsonby, 4. hrabě z Bessborough (1781-1847), britský státník, ministr vnitra, místokrál v Irsku

- Frederick Cavendish Ponsonby (1783-1837), generál, guvernér na Maltě

- William Ponsonby, 1. baron de Mauley (1787-1855), britský politik, 1838 baron de Mauley

- John Ponsonby, 5. hrabě z Bessborough (1809-1880), britský politik a dvořan, nejvyšší lovčí a nejvyšší hofmistr

- Henry Ponsonby (1825-1895), generál, soukromý tajemník královny Viktorie

- Arthur Ponsonby, 1. baron Ponsonby (1871-1946), britský politik, 1930 baron Ponsonby

- Vere Brabazon Ponsonby, 9. hrabě z Bessborough (1880-1956), generální guvernér v Kanadě